# Estación Ranchos
Ranchos es una estación ferroviaria ubicada en la localidad homónima, en el partido de General Paz, Provincia de Buenos Aires, Argentina.

## Servicios
Es una estación intermedia del ramal entre Altamirano y Las Flores.
No presta servicios de pasajeros.
Sus vías están concesionadas a la empresa privada de cargas Ferrosur Roca. Sin embargo, el último tren que corrió por este ramal fue en 2005.

## En la cultura popular
La estación se utilizó como locación del Videoclip de la canción "Mago de la lluvia (ese tren)"  del grupo argentino La Mancha de Rolando

## Enlaces
- Museo Ferroviario Ranchos
- Videoclip de la canción  (enlace roto disponible en Internet Archive; véase el historial, la primera versión y la última). "Mago de la Lluvia (ese tren)"  de La mancha de Rolando filmado en la Estación Ranchos

- Datos: Q5844444
- Multimedia: Ranchos train station / Q5844444